# Маренн-Ієр-Бруаж
Маренн-Ієр-Бруаж (фр. Marennes-Hiers-Brouage) — муніципалітет у Франції, у регіоні Нова Аквітанія, департамент Приморська Шаранта. Маренн-Ієр-Бруаж утворено 1 січня 2019 року шляхом злиття муніципалітетів Ієр-Бруаж i Маренн. Адміністративним центром муніципалітету є Маренн. Населення — 6175 осіб (01.01.2021).